# Chapter Four: The Last Picture Show
Chapter Four: The Last Picture Show es el cuarto episodio de la primera temporada de la serie de The CW, Riverdale. Fue escrito por Michael Grassi y dirigido por Mark Piznarski, fue estrenado el 16 de febrero de 2017.

## Sinopsis
Para el episodio, The CW lanzó una sinopsis oficial que dice:
SOSTENIENDO - Cuando Jughead (Cole Sprouse) descubre que un comprador anónimo tiene planes de demoler el autocine local, lucha desesperadamente para mantenerlo abierto. Betty (Lili Reinhart) encuentra su amistad con Archie en la línea después de tropezar con información sorprendente que ha descubierto acerca de la señorita Grundy (estrella invitada Sarah Habel). Por otra parte, Veronica (Camila Mendes) confronta a su madre Hermione (Marisol Nichols) sobre una reunión sospechosa que presenció entre su madre y una sombría Serpiente del sur. Finalmente, después de descubrir el diario de Betty, Alice (Madchen Amick) encuentra la oportunidad perfecta para destruir la imagen de chico dorado de Archie. Madelaine Petsch y Luke Perry también protagonizan.

## Elenco
| - KJ Apa como Archibald "Archie" Andrews. - Lili Reinhart como Elizabeth "Betty" Cooper. - Camila Mendes como Veronica Cecilia Lodge. - Cole Sprouse como Forsythe Pendleton "Jughead" Jones III. - Marisol Nichols como Hermione Apollonia Lodge. - Madelaine Petsch como Cheryl Marjorie Blossom. - Mädchen Amick como Alice Cooper. - Luke Perry como Frederick "Fred" Andrews. - Tom McBeath como Smithers. - Caitlin Mitchell-Markovitch como Ginger Lopez. - Olivia Ryan Stern como Tina Patel. - Moses Thiessen como Ben. | - Casey Cott como Kevin Keller. - Martin Cummins como Sheriff Tom Keller. - Robin Givens como Sierra McCoy. - Sarah Habel como Geraldine Grundy. - Skeet Ulrich como Forsythe Pendleton "FP" Jones II. - Nathalie Boltt como Penelope Blossom. - Barclay Hope como Cliff Blossom. - Lochlyn Munro como Hal Cooper. - Rob Raco como Joaquin DeSantos. - Jack Moore como Forsythe Pendleton "Jughead" Jones III. (joven) |

## Audiencia
El episodio fue visto por 1.14 millones de espectadores, recibiendo 0.4 millones entre los espectadores entre 18-49 años.

## Continuidad
- El título del episodio proviene de la película dramática estadounidense de 1971 del mismo nombre.
- En este episodio se revela que Jughead no tiene hogar y residía en el Twilight Drive-In hasta su cierre.
- Este episodio marca la primera aparición de Joaquin, un miembro de las serpientes sureñas.
- Este episodio marca la primera aparición de FP Jones, líder de las serpientes sureñas y padre de Jughead.
- En este episodio se revela que Geraldine Grundy es una anciana que murió hace 7 años. Jennifer Gibson asumió su identidad cuando se mudó a Riverdale.
- Este episodio marca el primer episodio donde Jason Blossom y Josie McCoy no aparecen.